# El Vergel, Heroica Ciudad de Ejutla de Crespo
El Vergel är en ort i Mexiko.   Den ligger i kommunen Heroica Ciudad de Ejutla de Crespo och delstaten Oaxaca, i den sydöstra delen av landet, 400 km sydost om huvudstaden Mexico City. El Vergel ligger 1 490 meter över havet och antalet invånare är 720.
Terrängen runt El Vergel är platt västerut, men österut är den kuperad. Runt El Vergel är det ganska tätbefolkat, med 54 invånare per kvadratkilometer. Närmaste större samhälle är Ejutla de Crespo, 8,6 km söder om El Vergel. Omgivningarna runt El Vergel är en mosaik av jordbruksmark och naturlig växtlighet.